# Национальный день Персидского залива

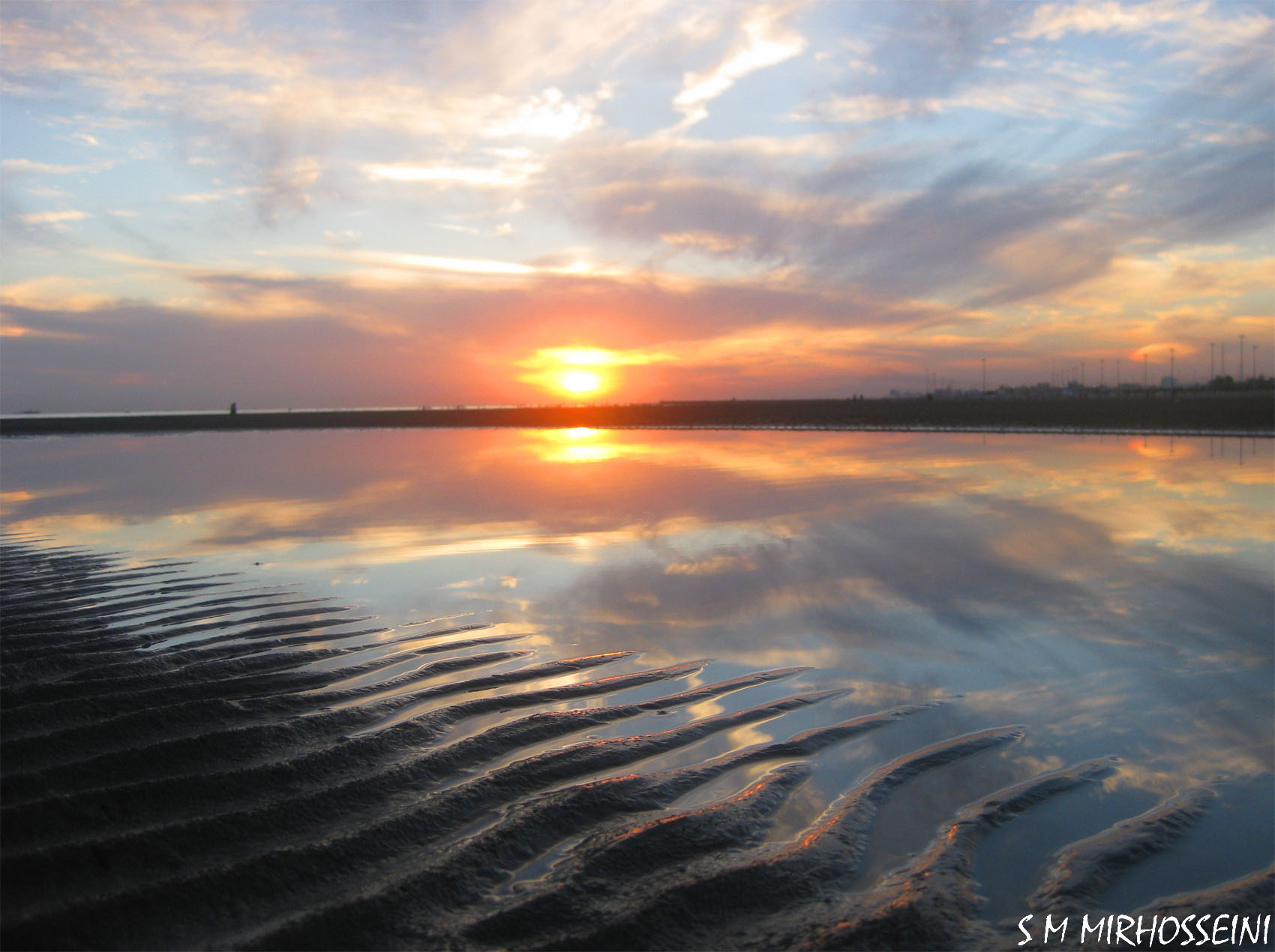
Закат в Персидском заливе

Национальный день Персидского залива (перс.  روز ملی خلیج فارس‎) — иранский праздник, отмечаемый ежегодно 30 апреля (10 ордибехешта по иранскому календарю).

## История праздника

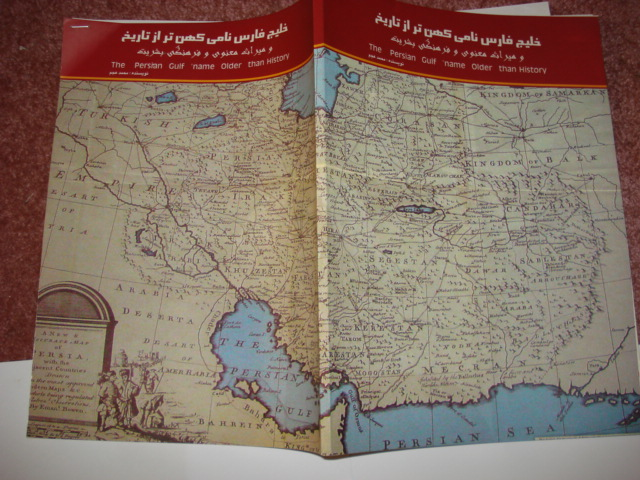
The book that proposed the Persian Gulf National Day in 2003

С 1964 года арабские страны пытались изменить историческое название залива на Арабский залив. Они делали это с помощью активного внедрения нового топонима в свои СМИ. Иранская сторона, в свою очередь, называла эти усилия политически мотивированными.
Однако когда арабоязычные страны стали навязывать изменение названия залива на иностранных языках, в том числе на английском, Иран объявил об учреждении Национального дня Персидского залива — для сохранения и закрепления исторического названия. После множества собраний, семинаров и конференций, проведённых иранским научным сообществом, правительство ратифицировало и приняло закон об учреждении Национального дня Персидского залива.
Дата праздника — 30 апреля — была назначена в честь победы, одержанной Аббасом I Великим, который провёл успешную военную кампанию против португальского флота в Персидском заливе в 1622 году. В рамках операции по захвату острова Ормуз португальские колониальные силы были вытеснены из акватории Ормузского пролива. Решение о выборе даты принял Высший совет Культурной революции под председательством бывшего президента Исламской Республики Иран (ИРИ) Сейеда Мохаммада Хатами. В этом был своего рода намёк правительства Ирана Лиге арабских государств: в 1514 году португальцы захватили остров Ормуз и построили на нем крепость. Эта территория оставалась их владениями более века. В конце концов они были разгромлены Ираном, а спустя несколько лет потеряли все колониальные территории в Восточной Африке.
День Персидского залива — очень важный праздник для иранского народа. Он отмечается ежегодно начиная с 2005 г. По всему Ирану проходят различные праздничные церемонии, самые пышные праздники проводятся в прибрежных городах Персидского залива, таких как Бушир и Бендер-Аббас.
Почтовая компания ИРИ выпустила серию марок, посвящённых Национальному дню Персидского залива.

## Споры о названии
Согласно книге «Документы о названии Персидского залива», термин «Персидский залив» и его эквиваленты на иностранных языках применялись в географии и картографии еще с 400 года до н. э. Название «Персидский залив» использовалось даже в арабском языке (араб.  الخليج الفارسي‎).
В 1964 году Лига арабских государств ратифицировала изменение названия залива на «Арабский залив» (араб.  الخليج العربي‎). После ирано-иракской войны 1980—1988 годов закон вступил в силу. Этот ход вызвал негодование иранцев, особенно когда арабы стали активно использовать новое название в своих СМИ на английском языке.
В это время иранские географы и историки активно занялись изучением вопроса. Практически на всех картах, печатавшихся по всему миру до 1960 года, а также в большей части международных договоров акватория залива известна как «Персидский залив». Данное название является традиционным в мировой картографии со времен древнегреческих географов и философов Птолемея и Страбона. Древние карты красноречиво демонстрируют геополитические реалии той эпохи: Персидская империя контролировала практически всю береговую линию залива.
В древности термином «Арабский залив» обозначали современное Красное море. На картах Нового времени оно уже называлось Красным. Сохраняя традицию картографов древности, географы Нового времени также продолжали называть Персидский залив «Персидским».

## Позиция Ирана
Иранская сторона не признает названия «Арабский залив» или «Залив», считая последний вариант своего рода уловкой для отказа людей от исторического названия. В феврале 2010 года ИРИ выпустила указ, по которому воздушное пространство Ирана может закрыться для любой авиакомпании, не использующей термин «Персидский залив».
В 2004 году произошла тотальная перегрузка Google, устроенная иранскими пользователями Интернета. Иранские хакеры настроили взломанный сервис так, чтобы при поиске словосочетания «Арабский залив» первой ссылкой выходила страница, советующая больше не искать «Арабский залив».